# Rijksbeschermd gezicht Terziet / Kuttingen
Het rijksbeschermd gezicht Terziet / Kuttingen is een van rijkswege beschermd dorpsgezicht in de buurtschappen Terziet en Kuttingen nabij het dorp Epen in de Nederlands-Limburgse gemeente Gulpen-Wittem.

## Beschrijving gebied
Het beschermde dorpsgezicht omvat de bebouwing van een tweetal buurtschappen ten zuiden van Epen, vlak tegen de Belgische grens. Het in het beekdal gelegen gehucht Terziet sluit aan bij het reeds beschermde dorpsgezicht Plaat-Diependaal. Het gehucht Kuttingen is hooggelegen, op de heuvelrug die de scheiding vormt tussen het Geuldal en het dal van de Terzieterbeek. Bij beide gehuchten is de omgrenzing van het dorpsgezicht op enige afstand van de bebouwing getrokken, ter benadrukking van de waardevolle relatie met het omringende landschap. Zij vormen twee van de vele verspreid gelegen kleine ontginningsnederzettingen op de hellingen van het Geuldal. In samenhang met een aantal andere dorpen in Zuid-Limburg, geven zij een beeld van de ontginningsgeschiedenis van dit deel van Nederland. Het beschermingsbelang is vooral gelegen in de met de geografische gesteldheid en de historisch-maatschappelijke ontwikkeling samenhangende nederzettingsstructuur.
De nederzetting Terziet wordt voor het eerst genoemd in circa 1350. Aangenomen wordt dat Terziet behoort tot de vroege ontginningsnederzettingen uit de 8e-10e eeuw, mogelijk ontstaan in de omgeving van een laathof. Terziet maakte tijdens het ancien régime deel uit van het Rijksgraafschap Wittem. Sedert ca 1800 vond, in tegenstelling tot vele andere dorpen in de omgeving, vrijwel geen uitbreiding of verdichting meer plaats. De hoofdstructuur wordt bepaald door de weg langs de Terzieterbeek, waaraan de bebouwing meestal op enige afstand van de weg op de hoge berm is gelegen. De relatie van de nederzetting met het omringende landschap, hoofdzakelijk grasland, is zeer waardevol te noemen. Vanaf de Terzieterweg heeft men vrij uitzicht over de weilanden op de westelijke helling van het beekdal, welk zicht begrensd wordt door de zoom van het Onderste en Bovenste Bosch. De bebouwing bestaat voornamelijk uit boerderijen en huizen in donkere baksteen - soms afgewisseld met gewitte vakwerkgevels - en ligt hoofdzakelijk aan de westzijde van de weg; aan de andere zijde bevindt zich de Terzieterbeek. Het oostelijk talud is betrekkelijk stijl. Daar waar het hoogteverschil geringer is, aan de zuidzijde van de nederzetting, is ook aan de overzijde van de beek bebouwing gelegen. Centraal in het gehucht bevindt zich een wegverbreding, waar aan de beekzijde een met hoge bomen omgeven Mariakapelletje is gebouwd. De open ruimte tussen de bebouwing heeft over het algemeen een landelijk karakter en is in gebruik als erf of moestuin. Het wegprofiel is qua breedte en indeling nog landelijk gebleven. Aan de westzijde van het dorp herinneren hoge, met hagen begroeide bermen aan de oorspronkelijk holle weg.
Het gehucht Kuttingen is ten oosten van Terziet gelegen, op een heuvelrug tussen het Geuldal en het dal van de Terzieterbeek. De hoge ligging doet vermoeden dat Kuttingen van latere oorsprong is dan het laaggelegen Terziet, maar bronnen omtrent de ontstaansgeschiedenis ontbreken. Het gehucht bestaat uit een aantal aan weerszijden van de weg los gegroepeerde boerderijen. Wellicht als gevolg van een brand is de oorspronkelijke bebouwing grotendeels verdwenen en moet de thans aanwezige bebouwing in de loop van de 19e eeuw ontstaan zijn. De boerderij aan de zuidzijde van de weg dateert uit 1707, maar werd na 1830 naar de weg toe uitgebreid. De relatie met het omringende landschap, dat bestaat uit grasland en boomgaarden, is zeer waardevol; door de hoge ligging is er vooral aan de noordzijde vrij uitzicht over het Geuldal. Het wegprofiel, met de nog aanwezige halfverharding en aan de zuidkant onder de hoge berm een molgoot, is waardevol te noemen. Bijzonder zijn de nog veelvuldig aanwezige erfscheidingen door middel van meidoornhagen. Met uitzondering van het eerder genoemde vakwerkpand, bestaat de overige bebouwing hoofdzakelijk uit 19e- en 20e-eeuwse, lage bakstenen huizen.

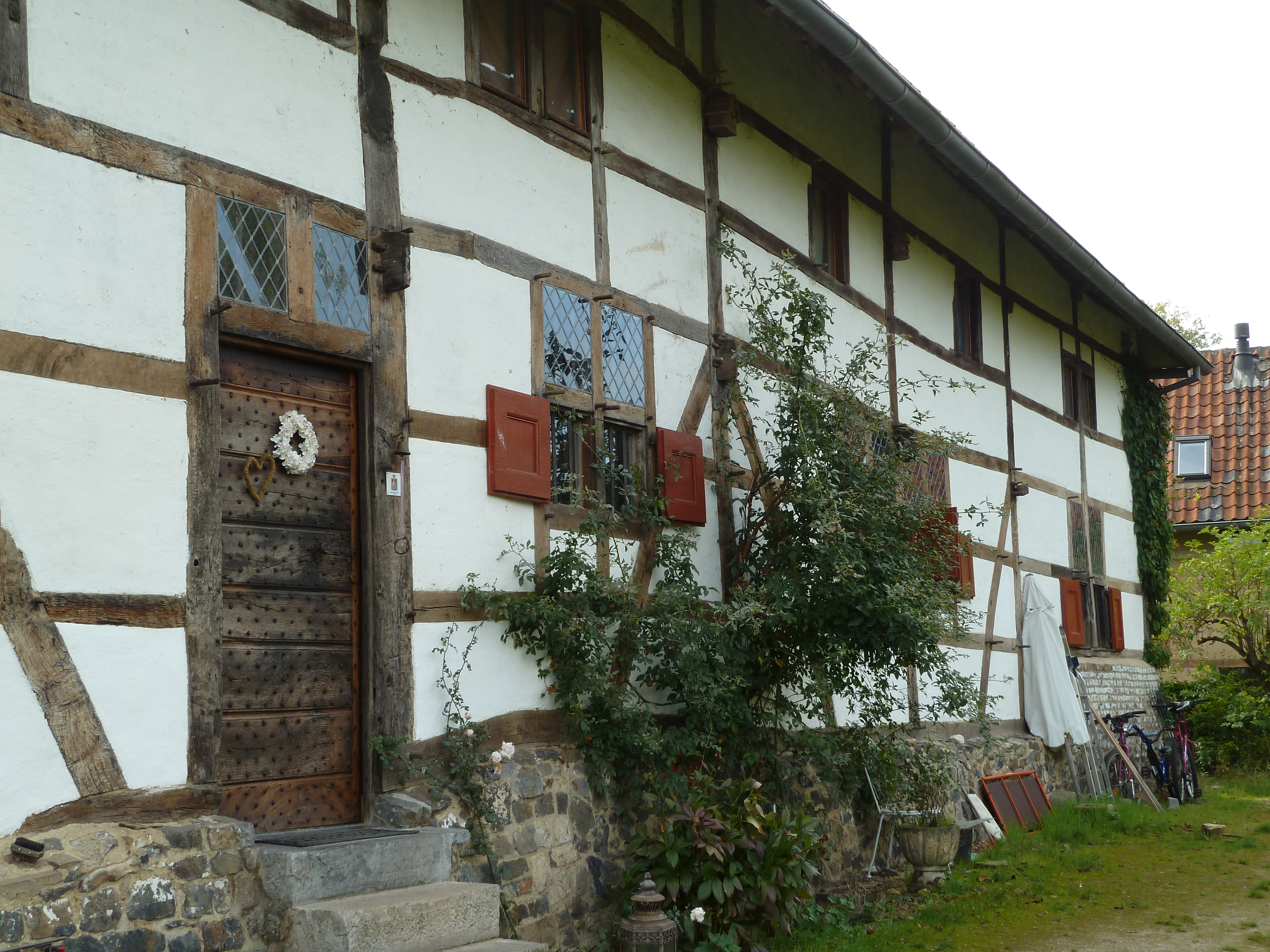
Terzieterweg 28
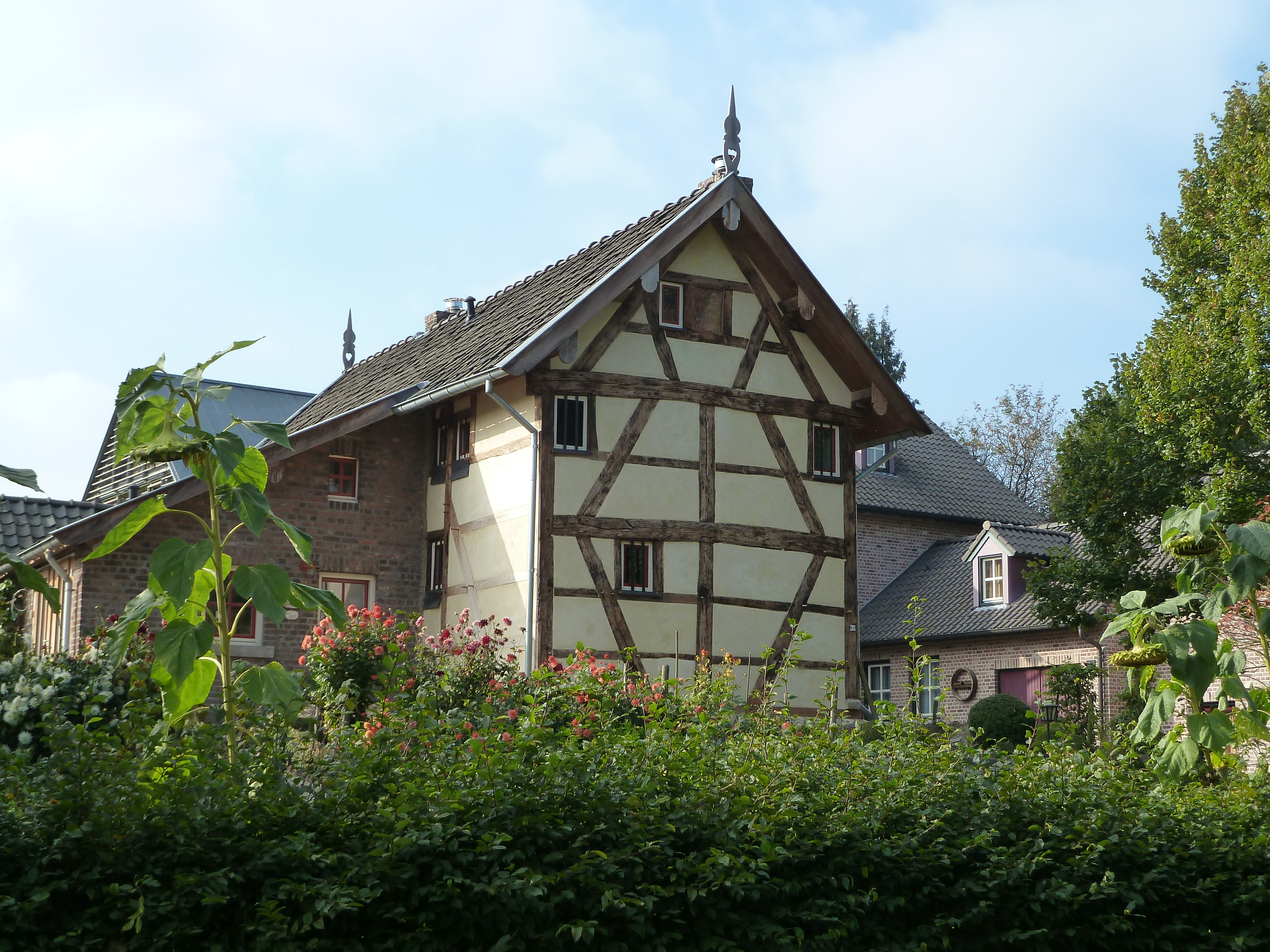
Terzieterweg 46
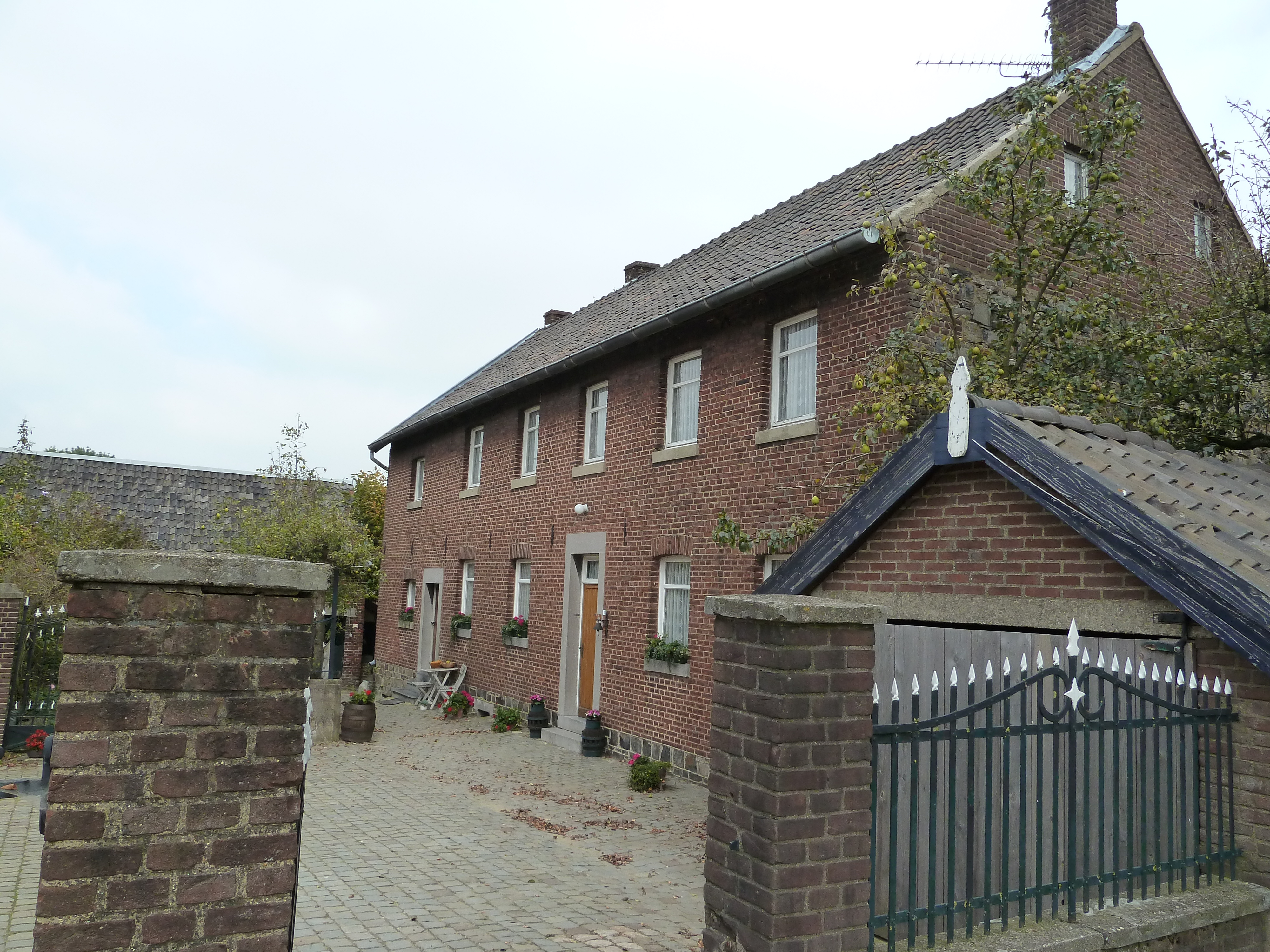
Kuttingerweg 5
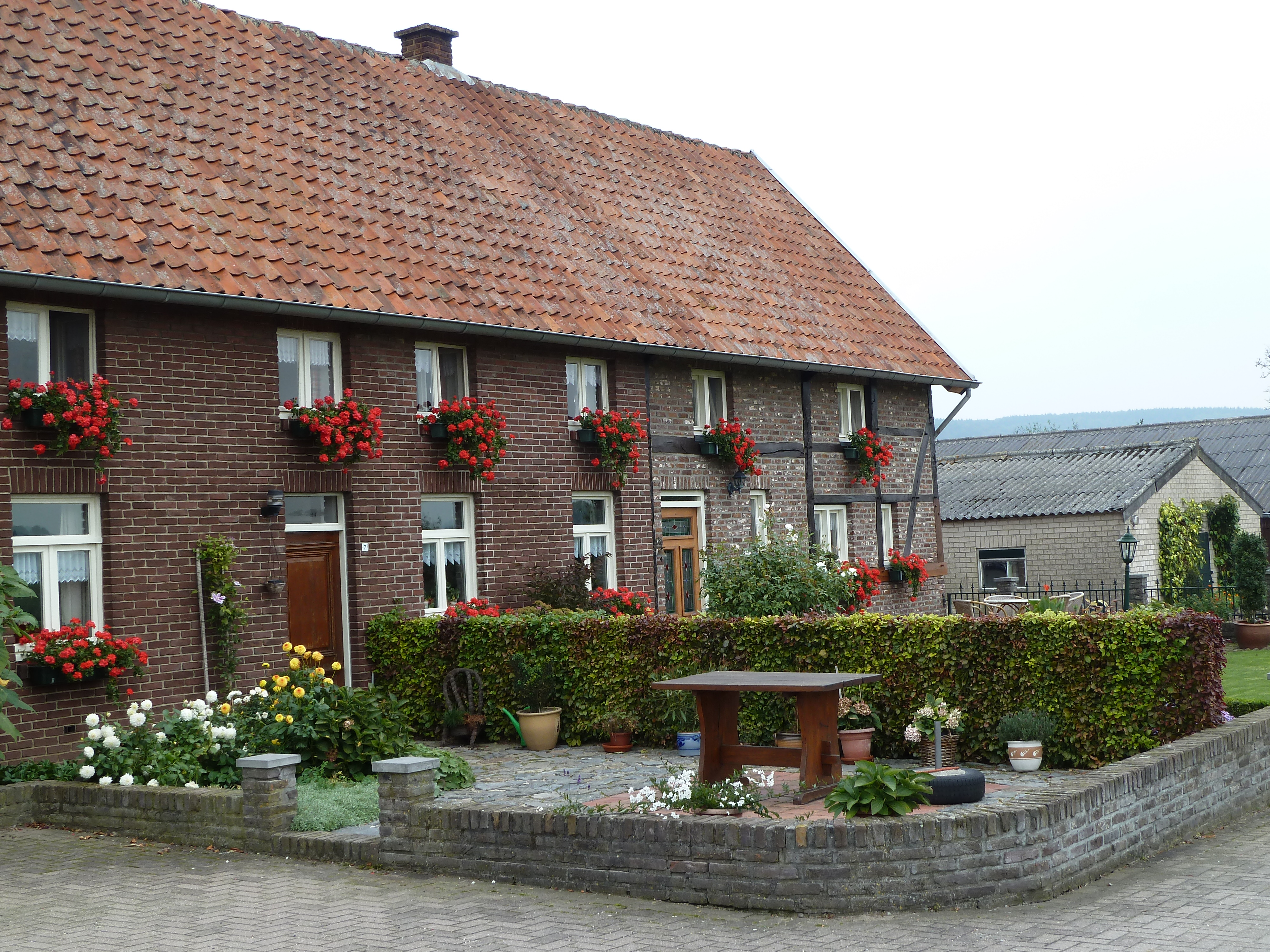
Kuttingerweg 7

## Aanwijzing tot rijksbeschermd gezicht
De procedure voor aanwijzing werd gestart op 27 november 1987. Het gebied werd op 14 december 1993 definitief aangewezen. Het beschermd gezicht beslaat een oppervlakte van 47,6 hectare.
Panden die binnen een beschermd gezicht vallen krijgen niet automatisch de status van beschermd monument. Wel zal de gemeente het bestemmingsplan aanpassen om nieuwe ontwikkelingen in het gebied te reguleren. De gezichtsbescherming richt zich op de stedenbouwkundige en cultuurhistorische waardering van een gebied en wil het toekomstig functioneren daarvan veiligstellen.
Het rijksbeschermd gezicht Terziet / Kuttingen is een van de vier beschermde dorpsgezichten in de gemeente Gulpen-Wittem.